# İpekkuşak, Tutak
İpekkuşak là một xã thuộc huyện Tutak, tỉnh Ağrı, Thổ Nhĩ Kỳ. Dân số thời điểm năm 2011 là 348 người.